# اویکوویتسا
اویکوویتسا (به صربی: Ojkovica) یک منطقهٔ مسکونی در صربستان است که در نووا واروش واقع شده‌است. اویکوویتسا ۲۹۰ نفر جمعیت دارد و ۱٬۱۸۴ متر بالاتر از سطح دریا واقع شده‌است.